# Parafia Zwiastowania Najświętszej Maryi Panny w Bożnowie
Parafia Zwiastowania Najświętszej Maryi Panny w Bożnowie – parafia rzymskokatolicka, terytorialnie i administracyjnie należąca do diecezji zielonogórsko-gorzowskiej, do dekanatu Żagań.W parafii posługują księża diecezjalni. 